# حتا (غزة)

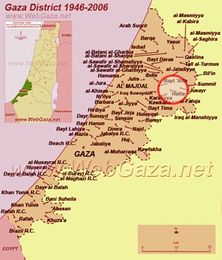
صورة تظهر قرية حتا على خريطة فلسطين تاريخية

حَتّا هي قرية عربية فلسطينية شمال شرق غزة. بلغ عدد سكانها 1125 نسمة تم إخلاء سكانها بعد هجوم شنته قوات لواء جفعاتي الإسرائيلية في 17 يوليو 1948 خلال نكبة عام 1948. بعد الحرب تم دمج المنطقة مع المناطق المحتلة، وتم إنشاء مستوطنتي زافدييل وألوما على الأراضي التي كانت تابعة للقرية. تقع على مسافة 41 كم شمالي شرق غزة وهي من قرى عسقلان وتبعد كيلومترين إلى الشمال من الفالوجة، مساحتها 5305 دونماً تقريباً، منها 112 دونماً مشاعاً، والمزروع منها 5112 دونم، تحتل الأبنية مساحة 45 دونماً. عدد المنازل 163 منزلاً.

## تاريخ القرية

### العصر العثماني
تم دمج حتا، مثل بقية فلسطين، في الإمبراطورية العثمانية في عام 1517، وفي سجلات الضرائب لعام 1596 ظهرت تحت اسم حتا السجارة باعتبارها تقع في ناحية غزة، وهي جزء من سنجق غزة. كان عدد سكانها 15 أسرة، جميعهم مسلمون . دفع السكان ضريبة ثابتة بنسبة 25% على القمح والشعير والسمسم والماعز و/أو خلايا النحل؛ بإجمالي 5600 آقجة.
خلال القرنين السابع عشر والثامن عشر، شهدت منطقة حتا عملية كبيرة من تراجع الاستيطان بسبب الضغوط البدوية على المجتمعات المحلية. انتقل سكان القرى المهجورة إلى المستوطنات الباقية، لكن القرى المجاورة استمرت في زراعة الأرض.  مر إدوارد روبنسون بالقرية في عام 1838، ووصف منازلها بأنها مصنوعة من الطوب اللبن. كما تم الإشارة إليها أيضًا كقرية مسلمة في منطقة غزة.
في عام 1863، زار فيكتور جورين القرية، وقدر عدد سكانها بنحو 600 نسمة. لاحظ أنه بجانب البئر كانت هناك أربعة براميل من الأعمدة المكسورة، ثلاثة منها من الرخام الأبيض الرمادي، والرابع من الرخام الأزرق. كان الأخير موضوعًا أفقيًا عند الفتحة وكان به أخاديد عميقة بواسطة الحبل الذي كان يستخدمه الحيوانات أو البشر لرفع المياه. حول القرية كانت هناك مزارع كبيرة من التبغ، وهنا وهناك أيضًا كانت هناك مجموعات عديدة من أشجار الصنوبر والزيتون والتين الجميلة.
أظهرت قائمة القرى العثمانية التي يعود تاريخها إلى عام 1870 تقريبًا أن حتا بها 78 منزلًا ويبلغ عدد سكانها 211 نسمة، على الرغم من أن تعداد السكان شمل الرجال فقط. 

### عصر الانتداب البريطاني
في تعداد فلسطين عام 1922، الذي أجرته سلطات الانتداب البريطاني، بلغ عدد سكان حتا 570 مسلمًا، وارتفع في تعداد عام 1931 إلى 646، ما زال جميعهم مسلمين، في 140 منزلًا. في إحصاءات عام 1945 بلغ عدد سكانها 970 مسلمًا، ومساحة الأرض 5305 دونمًا ، وفقًا لمسح رسمي للأراضي والسكان، ومن هذه المساحة، كانت 4 دونمات من المزارع والأراضي المروية، و5108 دونمات تستخدم لزراعة الحبوب، في حين كانت 45 دونمًا من الأراضي المبنية.

### 1948 وما بعد
تم الاستيلاء على حتا في 17-18 يوليو 1948، خلال عملية الموت للغزاة، وهي آخر عملية في فترة العشرة أيام - الفترة بين وقف إطلاق النار في حرب 1948. بعد الحرب تم دمج المنطقة، وفي أغسطس 1948 تم تحديد موعد لبناء موشاف يدعى ريفاها في الموقع. ولكن الخطة لم تنفذ حتى عام 1953. تأسست موشاف أخرى، زافدييل، في عام 1950 على أراضي القرية، في حين تأسست ألوما على أراضي القرية في عام 1965.
وصف وليد الخالدي موقع القرية عام 1992 قائلاً: "جزء صغير من الموقع مغطى بغابة زرعها الإسرائيليون. حطام المنازل متناثر تحت الأشجار. كما تنمو أشجار الجميز والصبار في الموقع. الأراضي المحيطة مزروعة. ولا يزال المطار العسكري البريطاني قيد الاستخدام."